# Nowa Matematyka
Nowa Matematyka – zmiana sposobu nauczania matematyki w amerykańskich (w blisko 85% szkół) i części europejskich szkołach podstawowych wprowadzona w latach sześćdziesiątych XX wieku. Zmiana dotyczyła nowych tematów programowych i praktyk nauczania wprowadzonych w USA wkrótce po sputnikowym kryzysie, w celu zwiększenia umiejętności matematycznych w społeczeństwie, tak aby można było sprostać zagrożeniu technologicznemu ze strony radzieckich inżynierów, rzekomo wysoko wykwalifikowanych matematyków.
Tematy wprowadzone w Nowej Matematyce obejmowały arytmetykę modularną, nierówności algebraiczne, podstawy inne niż 10, macierze, logikę matematyczną, algebrę Boole’a i algebrę abstrakcyjną. W szkole podstawowej, oprócz podstaw innych niż 10, uczniowie byli nauczani podstawowej teorii mnogości i rozróżniania „cyfr” od „liczb”.
W Stanach Zjednoczonych, po kilkunastu latach doświadczenia, stwierdzono pogorszenie się znajomości arytmetyki i algebry, a także umiejętności rozwiązywania problemów matematycznych wśród uczniów.

## Nowa Matematyka w Polsce
Nowi Matematycy przekonywali, że konieczna jest nauka współczesnej wiedzy, a dzieci są inteligentniejsze, niż się wielu wydaje. W tym czasie powstał też Instytut Programów Szkolnych. Nacisk położono na aksjomatyczno-dedukcyjną strukturę matematyki, zaczęto z powrotem nauczać geometrii analitycznej i rachunku różniczkowego. Michał Szurek w swoim felietonie zauważył, że wkrótce po wprowadzeniu owego programu, zniesiono obowiązek zdawania matematyki na maturze.